# 멜초르데멩코스

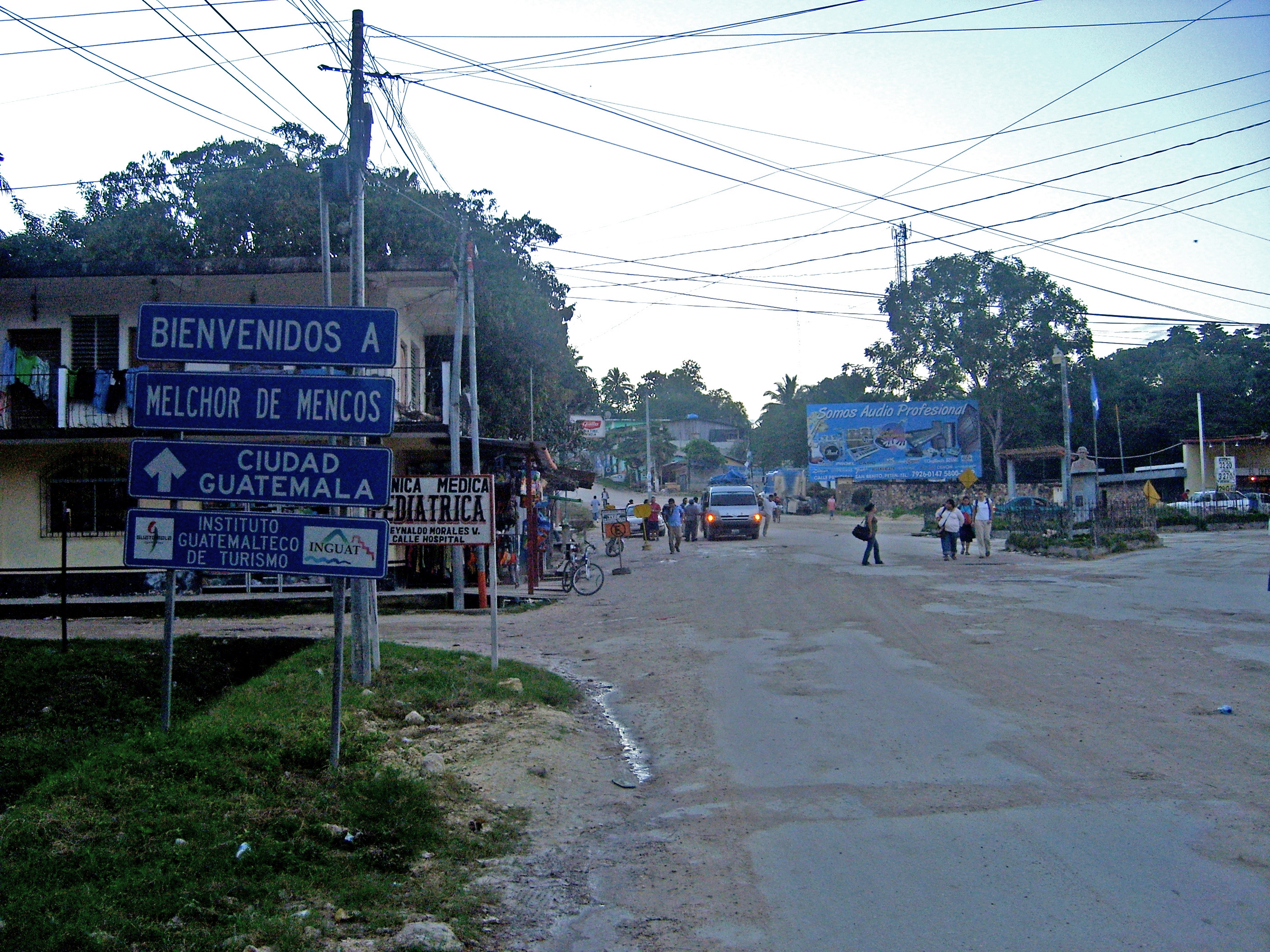
멜초르데멩코스

멜초르데멩코스(스페인어: Melchor de Mencos)는 과테말라 페텐주의 도시로 면적은 2,098km2, 높이는 81m, 인구는 20,273명(2010년 기준)이다. 벨리즈 국경 지대에 위치한다.